# Урал (река)
Вижте пояснителната страница за други значения на Урал.
Урал (на руски: Ура́л; на башкирски: Яйыҡ; на казахски: Жайық) е река в Европейска Русия, Република Башкортостан, Челябинска област и Оренбургска област и Казахстан, Актобенска област, Западноказахстанска област и Атърауска област. Урал е считан за граница между Европа и Азия. Дължината ѝ от 2428 km ѝ отрежда 3-то място по дължина в Европа (след Волга и Дунав) и 18-о в Азия.

## Географска характеристика

### Извор, течение, устие
Река Урал води началото си от източното подножие на хребета Уралтау (част от планината Южен Урал), на 735 m н.в., в Учалински район на Република Башкортостан. В най-горното си течение Урал е типична планинска река, като долината ѝ ту се стеснява, ту се разширява (на места до 5 km), течението ѝ е бързо, а наклонът голям. След град Верхнеуралск става равнинна река. От град Магнитогорск долината ѝ отново се стеснява и тече в скалисти брегове. След като над 740 km реката тече в южна посока при град Орск (при 1715 km) рязко завива на запад и пресича Губерлинските планини в дефиле дълго 45 km. До град Орск наклонът на реката е около 0,9 m/km, а дъното е глинесто и песъчливо, а на отделни места каменисто След дефилето долината на Урал отново се разширява, като при град Уралск достига няколко десетки километра, а наклонът ѝ намалява на 0,9 m/km. След град Уралск (при 793 km) реката поема в южна посока и запазва това си направление до устието. Долината ѝ става още по широка без видими брегове, в която силно меандрира, с много старици (изоставени корита), разбива се на ръкави, отделни протоци и езера, а наклонът ѝ изключително малък. В устието си Урал се разделя на два ръкава – Яицки и Золотински, като вторият е плавателен и се влива от север в Каспийско море, на -28 m н.в.

### Водосборен басейн, притоци
Водосборният басейн на Урал обхваща площ от 213 хил. km2. Във водосборния басейн на реката попадат части от териториите на Република Башкортостан, Оренбургска област и Челябинска област в Русия, Актобенска област, Атърауска област, Западноказахстанска област и Костанайска област.
Границите на водосборния басейн на реката са следните:
- на запад – водосборния басейн на река Голям Узен, в Камъш-Самарски езера, Казахстан;
- на север – водосборните басейни на реките Голям Иргиз и Самара и Кама, леви притоци на Волга;
- на североизток – водосборния басейн на река Об;
- на изток – водосборния басейн на река Тургай;
- на югоизток – водосборния басейн на река Емба, вливаща се в Каспийско море.

Река Урал получава множество притоци с дължина над 20 km, като 16 от тях са дължина над 100 km. По-долу са изброени тези реки, за които е показано на кой километър по течението на реката се вливат, дали са леви (→) или (←), тяхната дължина, площта на водосборния им басейн (в km2) и мястото където се вливат.
- 2172 ← Малък Кизил 113 / 1540, северно от град Магнитогорск, Челябинска област
- 2116 → Гумбейка 202 / 4490, при село Аблязово, Челябинска област
- 2104 → Зингейка 102 / 1650, при село Черноотрог, Челябинска област
- 2014 ← Голям Кизил 172 / 1870, при село Кизилское, Челябинска област
- 1959 → Голяма Караганка 111 / 3470, при село Ершовски, Челябинска област
- 1828 → Суундук 174 / 6430, в Ираклинското водохранилище, при село Кусем, Оренбургска област
- 1827 ← Таналик 225 / 4160, в Ираклинското водохранилище, южно от село Султангузино, Република Башкортостан
- 1733 → Голям Кумак 212 / 7900*, при село Нови Кумак, Оренбургска област
- 1715 → Ор 332* / 18 600*, в град Орск, Оренбургска област
- 1633 ← Губерля 111 / 2410, при село Губерля, Оренбургска област
- 1480 → Уртабуртя (Буртя) 115 / 2180, северно от село буранчи, Оренбургска област
- 1286 ← Сакмара 798 / 30 200, в град Оренбург, Оренбургска област
- 1085 → Илек 623* / 41 300*, при село Илек, Оренбургска област
- 1002 ← Кош 47 / —, южно от село Бородинск, Оренбургска област
- 981 ← Иртек 134 / 2630, южно от село Иртек, Оренбургска област
- → Шънгърлау (Утва) 290 / 6 940, при село Данилякол, Западноказахстанска област
- 739 ← Шаган (Чаган) 264* / 7530*, в град Уралск, Западноказахстанска област

Освен по-горе описаните реки във водосборния басейн на река Урал попадат още множество реки, които не успяват да се влеят в нея и се губят в полупустинните райони източно от реката, в североизточните предели на Прикаспийска низина. По големите от тях са: Оленти, Калдигайти, Уил ок. 800 /31 500 и Сагиз 511 / 19 400.

### Хидроложки показатели
Подхранването на Урал е предимно снегово и в по-малък процент дъждовно и подземно. Пълноводието на реката в долното течение е от края на март до началото на април, а в горното – от средата на април до юни. По време на пълноводие реката се разлива в средното си течение до 10 km ширина, а в делтата – до няколко десетки километра. През лятото и есента в резултата на поройни дъждове в горното течение често се наблюдава вторично пълноводие, а през останалата част от годината в средното и долно течение има постоянно маловодие. Максималният отток в горното течение е в края на април, а в долното – в началото на май, като колебанието на нивото на водата достига до 3 – 4 m в горното течение, 9 – 10 m в средното и долното, до 3 m в делтата. Среден годишен отток при град Оренбург 104 m3/s (максимален 12 100 m3/s, минимилен 1,62 m3/s), при село Кушум, Западноказахстанска област 400 m3/s (максимален 14 000 m3/s, минимален 13,3 m3/s). Замръзва през втората половина на ноември, а се размразява в средата на април. През пролетта протича около 80% от годишния отток на реката. Средната мътност при град Оренбург е 280 g/m3, а при село Кушум – 290 g/m3. Река Урал замръзва в горното течение в началото на ноември, а в средното и долното – в края на ноември. Размразява се съответно в началото на април и в края на март. Ледоходът по реката през пролетта е кратък, но са характерни ледени задръствания по течението.

## Селища
По течението на реката са разположени множество населени места, в т.ч. 7 града:
- Русия

Челябинска област – Верхнеуралск и Магнитогорск, селата Агаповка и Кизилское (районни центрове);
Оренбургска област – Орск, Новотроицк и Оренбург, селата Беляевка и Илек (районни центрове);
- Казахстан

Западноказахстанска област – Уралск, селата Даринское, Акжаик, Чапаево и Тайпак (районни центрове);
Атърауска област – Атърау, селища от градски тип Индерборски и Баликши и село Махамбет (районен център).

## Стопанско значение
В горното течение водите на реката се използват за водоснабдяване с питейна вода на селищата в района, с промишлена вода на предприятията в Магнитогорск и Орск, а в долното течение – основно за напояване. За тези цели в района на град Магнитогорск са изградени два язовира, а при село Ираклински – голямото Ираклинско водохранилище с мощна ВЕЦ. При село Кушум, Западноказахстанска област надясно от реката се отделя големия Кушумски канал с дължина над 300 km, водите на който се използват за напояване. Река Урал е плавателна на 793 km от устието си, до град Уралск.